# Pierre-François Casgrain
Pour les articles homonymes, voir Casgrain.
Pour les autres membres de la famille, voir Famille Casgrain.
Pierre-François Casgrain (né le 4 août 1886, mort le 2 août 1950 à l'âge de 63 ans) est un avocat et un homme politique fédéral du Québec.

## Biographie
Né à Montréal, M. Casgrain étudia le droit à l'Université Laval à Montréal. Apte à pratiquer, il retourna à Montréal.
Après le retrait de la vie politique de son beau-père Rodolphe Forget, Casgrain décida de lui succéder à titre de député des Libéraux de Laurier dans Charlevoix—Montmorency en 1917. L'issue de cette campagne, alors que le député sortant Forget était un conservateur, fut le résultat de la Crise de la conscription de 1917.
Réélu en 1921 et dans Charlevoix—Saguenay en 1925, 1926, 1930, 1935 et en 1940, il démissionna en 1941 pour accepter un poste de juge à la Cour supérieure du Québec.
Durant sa carrière parlementaire, il fut whip en chef du gouvernement de 1924 à 1926 et de 1927 à 1930 et whip du Parti libéral de 1925 à 1926. Il fut aussi Président de la Chambre des communes de 1936 à 1940 et secrétaire d'État du Canada dans le cabinet de William Lyon Mackenzie King de 1940 à sa démission en 1941.
Sa sépulture est située dans le Cimetière Notre-Dame-des-Neiges, à Montréal
Sa conjointe, Thérèse F. Casgrain, fut influente personnalité publique du Québec ainsi que sénatrice de la division de Mille Isles.
Il y a un fonds d'archives Pierre-François Casgrain à Bibliothèque et Archives Canada. 